# Filmografia lui Cary Grant
Aceasta este filmografia lui Cary Grant (1904 – 1986):

## Filme

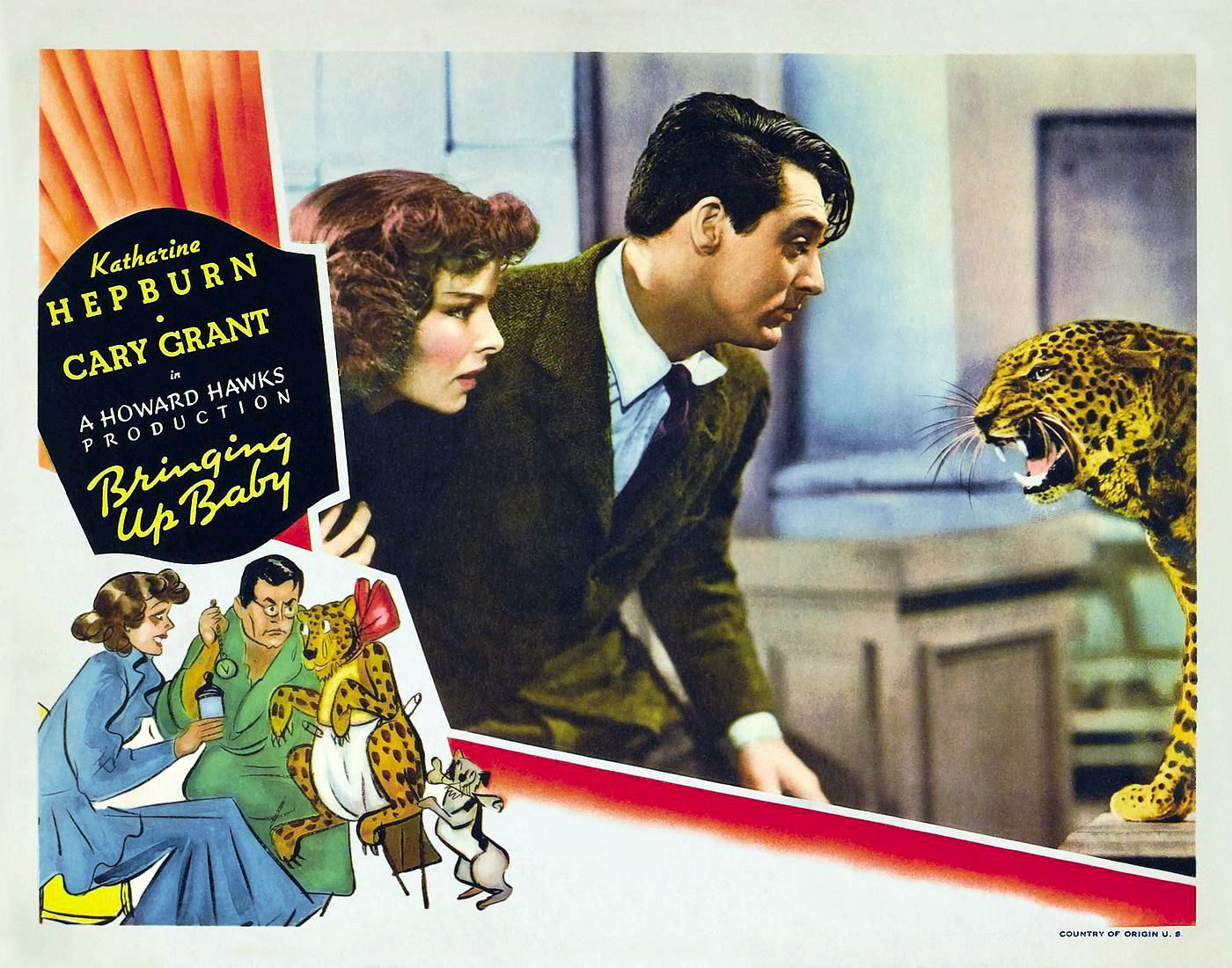
Grant și Katharine Hepburn pe afișul filmului Bringing up Baby (1938)

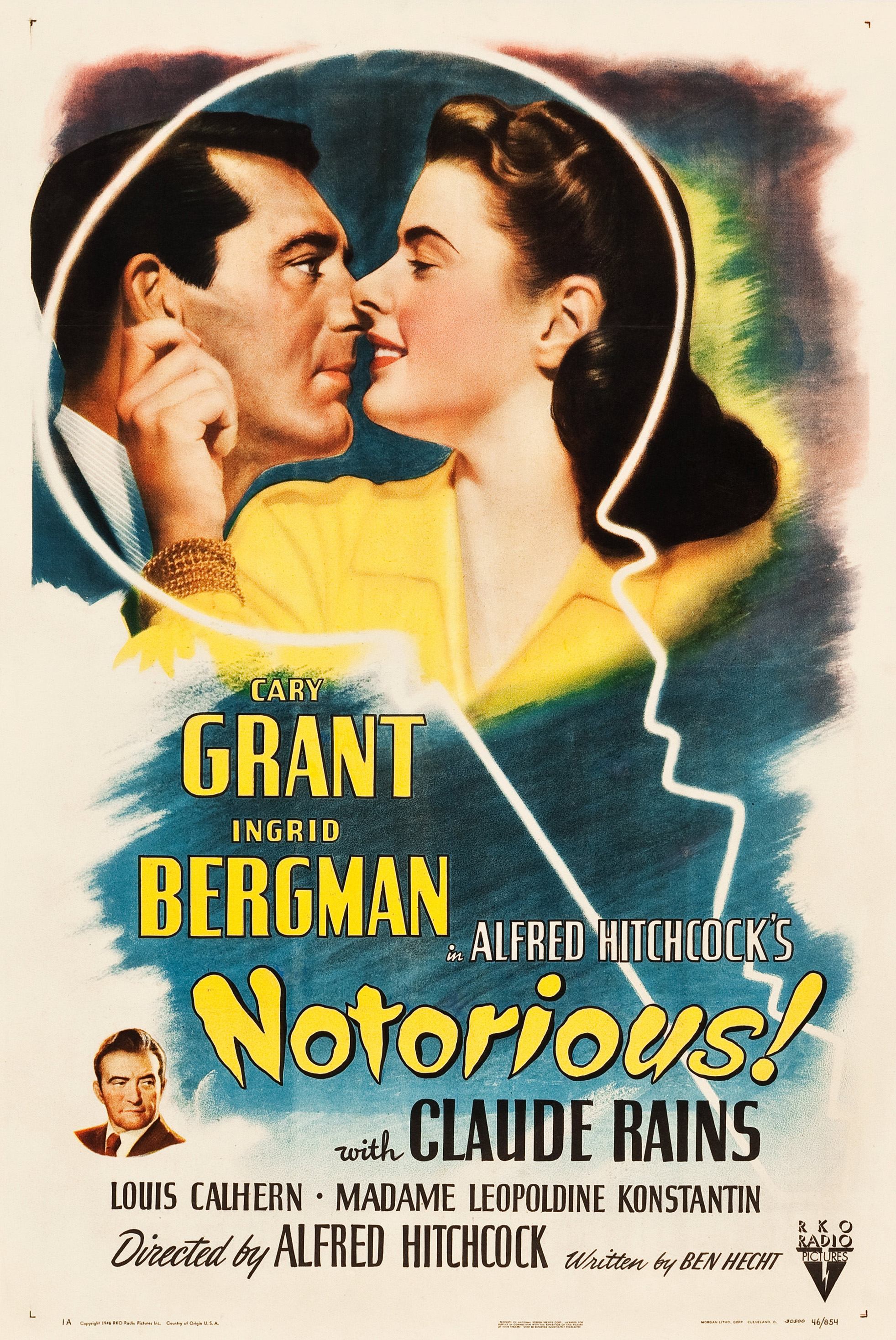
Grant și Ingrid Bergman pe afișul filmului Notorious (1946)

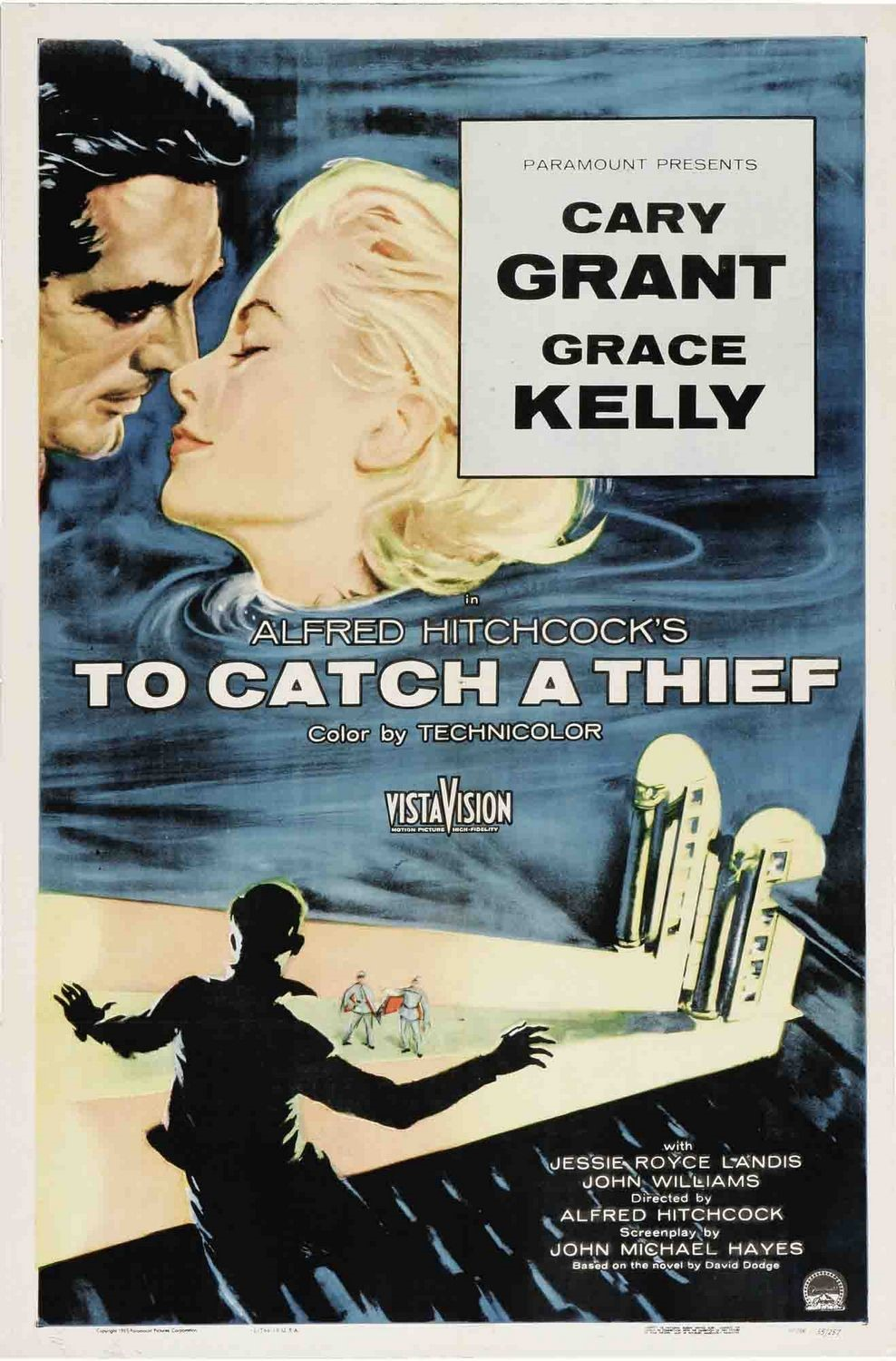
Grant și Grace Kelly pe afișul filmului To Catch a Thief (1955)

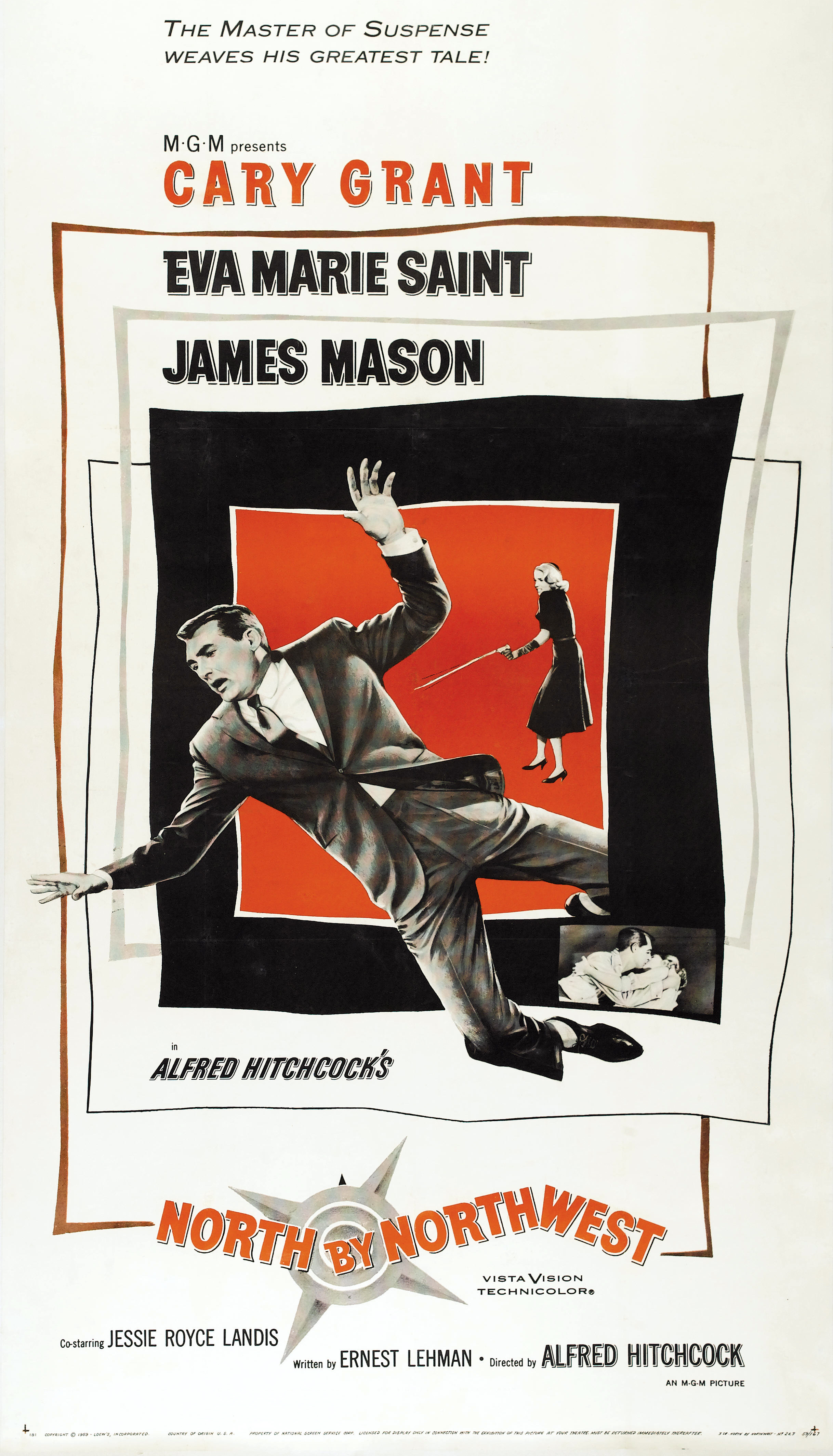
Grant pe afișul filmului North by Northwest (1959)

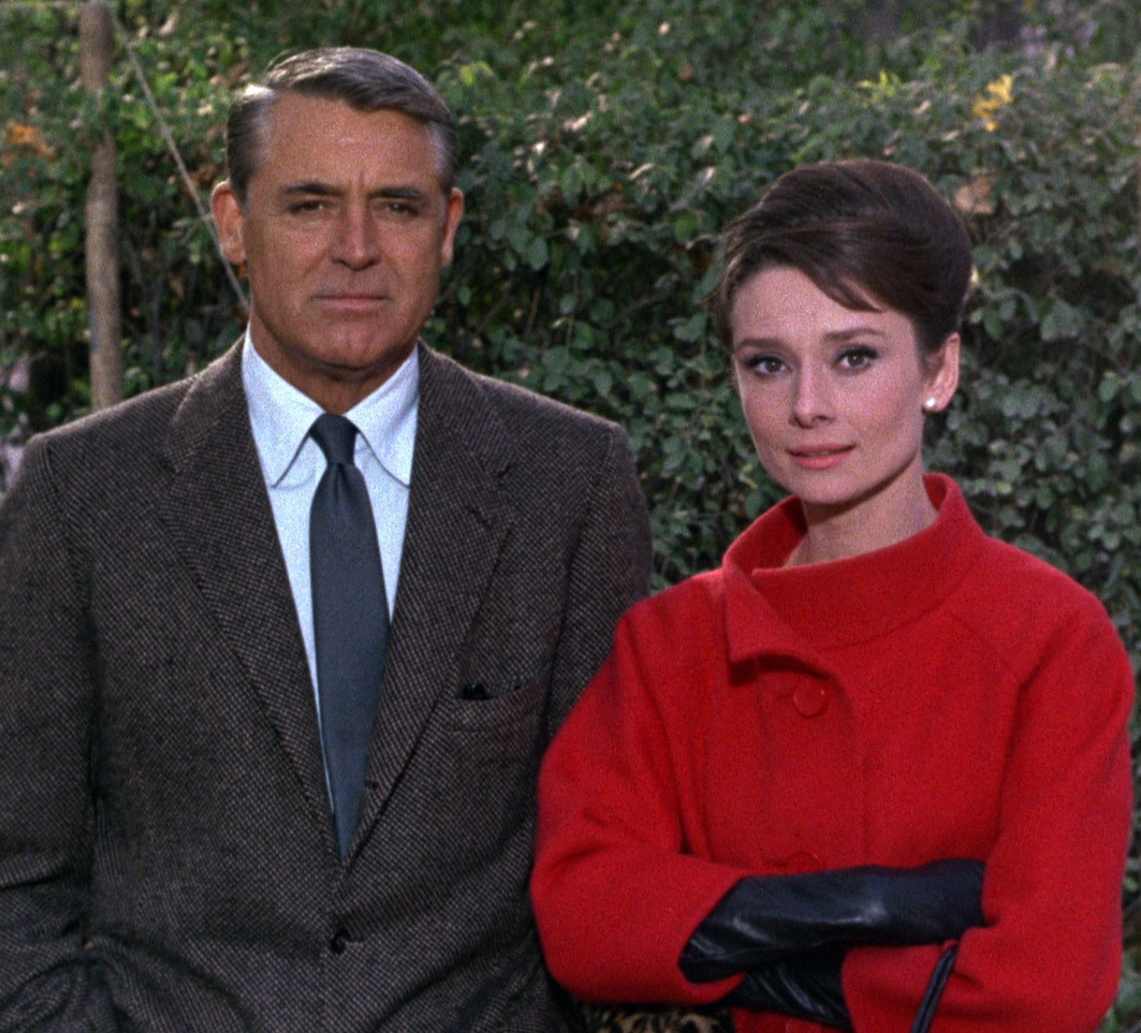
Grant și Audrey Hepburn în Charade (1963)

| An   | Titlu                                | Rol                                                              | Note                                                    | Ref.        |
| ---- | ------------------------------------ | ---------------------------------------------------------------- | ------------------------------------------------------- | ----------- |
| 1932 | This Is the Night                    | Stephen Mathewson                                                | Debut                                                   | [ 1 ]       |
| 1932 | Devil and the Deep                   | Lieutenant Jaeckel                                               |                                                         | [ 2 ]       |
| 1932 | Sinners in the Sun                   | Ridgeway                                                         |                                                         | [ 3 ]       |
| 1932 | Merrily We Go to Hell                | Charlie Baxter                                                   | Titlu britanic: Merrily We Go to _____                  | [ 4 ] [ 5 ] |
| 1932 | Singapore Sue                        | First Sailor (uncredited)                                        | Scurtmetraj                                             |             |
| 1932 | Blonde Venus                         | Nick Townsend                                                    |                                                         |             |
| 1932 | Hot Saturday                         | Romer Sheffield                                                  |                                                         |             |
| 1932 | Madame Butterfly                     | Lieutenant B.F. Pinkerton                                        |                                                         |             |
| 1933 | She Done Him Wrong                   | Capt. Cummings                                                   |                                                         |             |
| 1933 | The Woman Accused                    | Jeffrey Baxter                                                   |                                                         |             |
| 1933 | The Eagle and the Hawk               | Henry Crocker                                                    |                                                         |             |
| 1933 | Gambling Ship                        | Ace Corbin                                                       |                                                         |             |
| 1933 | I'm No Angel                         | Jack Clayton                                                     |                                                         |             |
| 1933 | Alice in Wonderland                  | The Mock Turtle                                                  |                                                         |             |
| 1934 | Thirty-Day Princess                  | Porter Madison III                                               |                                                         |             |
| 1934 | Born to Be Bad                       | Malcolm Trevor                                                   |                                                         |             |
| 1934 | Kiss and Make-Up                     | Dr. Maurice Lamar                                                |                                                         |             |
| 1934 | Ladies Should Listen                 | Julian De Lussac                                                 |                                                         |             |
| 1935 | Enter Madame                         | Gerald Fitzgerald                                                |                                                         |             |
| 1935 | Wings in the Dark                    | Ken Gordon                                                       |                                                         |             |
| 1935 | The Last Outpost                     | Michael Andrews                                                  |                                                         |             |
| 1935 | Sylvia Scarlett                      | Jimmy Monkley                                                    |                                                         |             |
| 1936 | Big Brown Eyes                       | Det. Sgt. Danny Barr                                             |                                                         |             |
| 1936 | Suzy                                 | Andre Charville                                                  |                                                         | [ 6 ]       |
| 1936 | The Amazing Quest of Ernest Bliss    | Ernest Bliss                                                     | Alte denumiri: Romance and Riches The Amazing Adventure |             |
| 1936 | Wedding Present                      | Charlie Mason                                                    |                                                         |             |
| 1937 | When You're in Love                  | Jimmy Hudson                                                     | Titlu britanic: For You Alone                           |             |
| 1937 | Topper                               | George Kerby                                                     |                                                         |             |
| 1937 | The Toast of New York                | Nicholas "Nick" Boyd                                             |                                                         |             |
| 1937 | The Awful Truth                      | Jerry Warriner                                                   |                                                         |             |
| 1938 | Bringing Up Baby                     | Dr. David Huxley                                                 |                                                         | [ 7 ]       |
| 1938 | Holiday                              | John "Johnny" Case                                               |                                                         |             |
| 1939 | Gunga Din                            | Sgt. Archibald Cutter                                            |                                                         | [ 8 ]       |
| 1939 | Only Angels Have Wings               | Geoff Carter                                                     |                                                         |             |
| 1939 | In Name Only                         | Alec Walker                                                      |                                                         |             |
| 1940 | His Girl Friday                      | Walter Burns                                                     |                                                         | [ 9 ]       |
| 1940 | My Favorite Wife                     | Nick                                                             |                                                         |             |
| 1940 | The Howards of Virginia              | Matt Howard                                                      | Titlu britanic: The Tree of Liberty                     |             |
| 1940 | The Philadelphia Story               | C. K. Dexter Haven                                               |                                                         |             |
| 1941 | Penny Serenade                       | Roger Adams                                                      | Nominalizare – Academy Award for Best Actor             | [ 10 ]      |
| 1941 | Suspicion                            | Johnnie                                                          |                                                         |             |
| 1942 | The Talk of the Town                 | Leopold Dilg a.k.a. Joseph                                       |                                                         |             |
| 1942 | Once Upon a Honeymoon                | Patrick "Pat" O'Toole                                            |                                                         |             |
| 1943 | Mr. Lucky                            | Joe Adams/Joe Bascopolous                                        |                                                         | [ 11 ]      |
| 1943 | Destination Tokyo                    | Capt. Cassidy                                                    |                                                         |             |
| 1944 | Once Upon a Time                     | Jerry Flynn                                                      |                                                         |             |
| 1944 | Arsenic and Old Lace                 | Mortimer Brewster                                                |                                                         | [ 12 ]      |
| 1944 | None but the Lonely Heart            | Ernie Mott                                                       | Nominalizare – Academy Award for Best Actor             | [ 13 ]      |
| 1946 | Night and Day                        | Cole Porter                                                      |                                                         | [ 14 ]      |
| 1946 | Notorious                            | T.R. Devlin                                                      |                                                         | [ 15 ]      |
| 1947 | The Bachelor and the Bobby-Soxer     | Dick Nugent                                                      | Titlu britanic: Bachelor Knight                         | [ 16 ]      |
| 1947 | The Bishop's Wife                    | Dudley                                                           |                                                         | [ 17 ]      |
| 1948 | Mr. Blandings Builds His Dream House | Jim Blandings                                                    |                                                         | [ 18 ]      |
| 1948 | Every Girl Should Be Married         | Dr. Madison W. Brown                                             |                                                         | [ 19 ]      |
| 1949 | I Was a Male War Bride               | Capt. Henri Rochard                                              | Titlu britanic: You Can't Sleep Here                    | [ 20 ]      |
| 1950 | Crisis                               | Dr. Eugene Norland Ferguson                                      |                                                         | [ 21 ]      |
| 1951 | People Will Talk                     | Dr. Noah Praetorius                                              |                                                         | [ 22 ]      |
| 1952 | Room for One More                    | George "Poppy" Rose                                              |                                                         | [ 23 ]      |
| 1952 | Monkey Business                      | Dr. Barnaby Fulton                                               |                                                         | [ 24 ]      |
| 1953 | Dream Wife                           | Clemson Reade                                                    |                                                         | [ 25 ]      |
| 1955 | To Catch a Thief                     | John Robie                                                       |                                                         | [ 26 ]      |
| 1957 | An Affair to Remember                | Nickie Ferrante                                                  |                                                         | [ 27 ]      |
| 1957 | The Pride and the Passion            | Anthony                                                          |                                                         | [ 28 ]      |
| 1957 | Kiss Them for Me                     | Cmdr. Andy Crewson                                               |                                                         | [ 29 ]      |
| 1958 | Indiscreet                           | Philip Adams                                                     |                                                         | [ 30 ]      |
| 1958 | Houseboat                            | Tom Winters                                                      |                                                         | [ 31 ]      |
| 1959 | North by Northwest                   | Roger O. Thornhill                                               |                                                         | [ 32 ]      |
| 1959 | Operation Petticoat                  | Lt. Cmdr. Matt T. Sherman                                        |                                                         | [ 33 ]      |
| 1960 | The Grass Is Greener                 | Victor Rhyall, Earl                                              |                                                         | [ 34 ]      |
| 1962 | That Touch of Mink                   | Philip Shayne                                                    |                                                         | [ 35 ]      |
| 1963 | Charade                              | Peter Joshua / Alexander Dyle / Adam Canfield / Brian Cruikshank |                                                         | [ 36 ]      |
| 1964 | Father Goose                         | Walter Christopher Eckland                                       |                                                         | [ 37 ]      |
| 1966 | Walk, Don't Run                      | Sir William Rutland                                              | Ultimul rol de film                                     | [ 38 ]      |

## Teatru

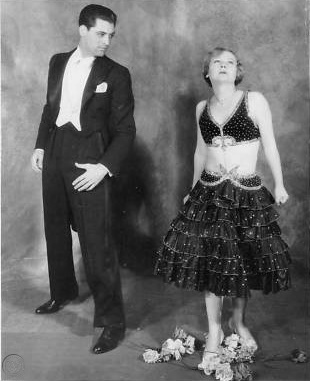
Cary Grant & Queenie Smith în comedia muzicală produsă de Shubert Organization, The Street Singer

| An        | Titlu             | Rol           | Loc                                          | Note      | Ref.   |
| --------- | ----------------- | ------------- | -------------------------------------------- | --------- | ------ |
| 1922–1923 | Better Times      | –             | Hippodrome Theatre                           | Performer | [ 39 ] |
| 1927–1928 | Golden Dawn       | Anzac         | Hammerstein's Theatre                        |           | [ 39 ] |
| 1929      | Boom Boom         | Reggie Phipps | Casino Theatre                               |           | [ 39 ] |
| 1929–1930 | A Wonderful Night | Max Grunewald | Majestic Theatre                             |           | [ 39 ] |
| 1930      | The Street Singer |               |                                              |           | [ 40 ] |
| 1931      | Nikki             | Cary Lockwood | Longacre Theatre & George M. Cohan's Theatre |           | [ 39 ] |

## Radio
| An   | Program           | Episodul                             | Ref.   |
| ---- | ----------------- | ------------------------------------ | ------ |
| 1935 | Lux Radio Theatre | Adam și Eva                          |        |
| 1937 | Lux Radio Theatre | Madame Butterfly                     |        |
| 1938 | Lux Radio Theatre | Theodora Goes Wild                   |        |
| 1939 | Lux Radio Theatre | Only Angels Have Wings               |        |
| 1939 | Lux Radio Theatre | The Awful Truth                      | [ 41 ] |
| 1939 | Lux Radio Theatre | In Name Only                         |        |
| 1941 | Lux Radio Theatre | I Love You Again                     |        |
| 1942 | Lux Radio Theatre | Here Comes Mr. Jordan                |        |
| 1943 | Lux Radio Theatre | The Talk of the Town                 |        |
| 1943 | Suspense          | The Black Curtain                    |        |
| 1943 | Lux Radio Theatre | Mr. Lucky                            | [ 42 ] |
| 1944 | Suspense          | The Black Curtain                    |        |
| 1945 | Lux Radio Theatre | Bedtime Story                        |        |
| 1946 | Suspense          | The Black Path of Fear               |        |
| 1948 | Suspense          | The Last Chance                      |        |
| 1949 | Lux Radio Theatre | The Bachelor and the Bobby-Soxer     |        |
| 1949 | Lux Radio Theatre | Every Girl Should Be Married         |        |
| 1949 | Lux Radio Theatre | Mr. Blandings Builds His Dream House |        |
| 1950 | Lux Radio Theatre | Mr. Belvedere Goes to College        |        |
| 1950 | Lux Radio Theatre | Every Girl Should Be Married         |        |
| 1950 | Lux Radio Theatre | A Woman of Distinction               |        |
| 1950 | Suspense          | On a Country Road                    | [ 43 ] |
| 1952 | Lux Radio Theatre | Room for One More                    |        |
| 1953 | Lux Radio Theatre | The Bishop's Wife                    | [ 44 ] |
| 1953 | GE Playhouse      | The Bachelor                         | [ 45 ] |
| 1953 | Lux Radio Theatre | I Confess                            |        |
| 1954 | Lux Radio Theatre | People Will Talk                     |        |
| 1954 | Lux Radio Theatre | Welcome Stranger                     |        |
| 1955 | Lux Radio Theatre | The Awful Truth                      |        |
| 1955 | Lux Radio Theatre | The Bishop's Wife                    | [ 46 ] |